# St. Georg (Mörgen)

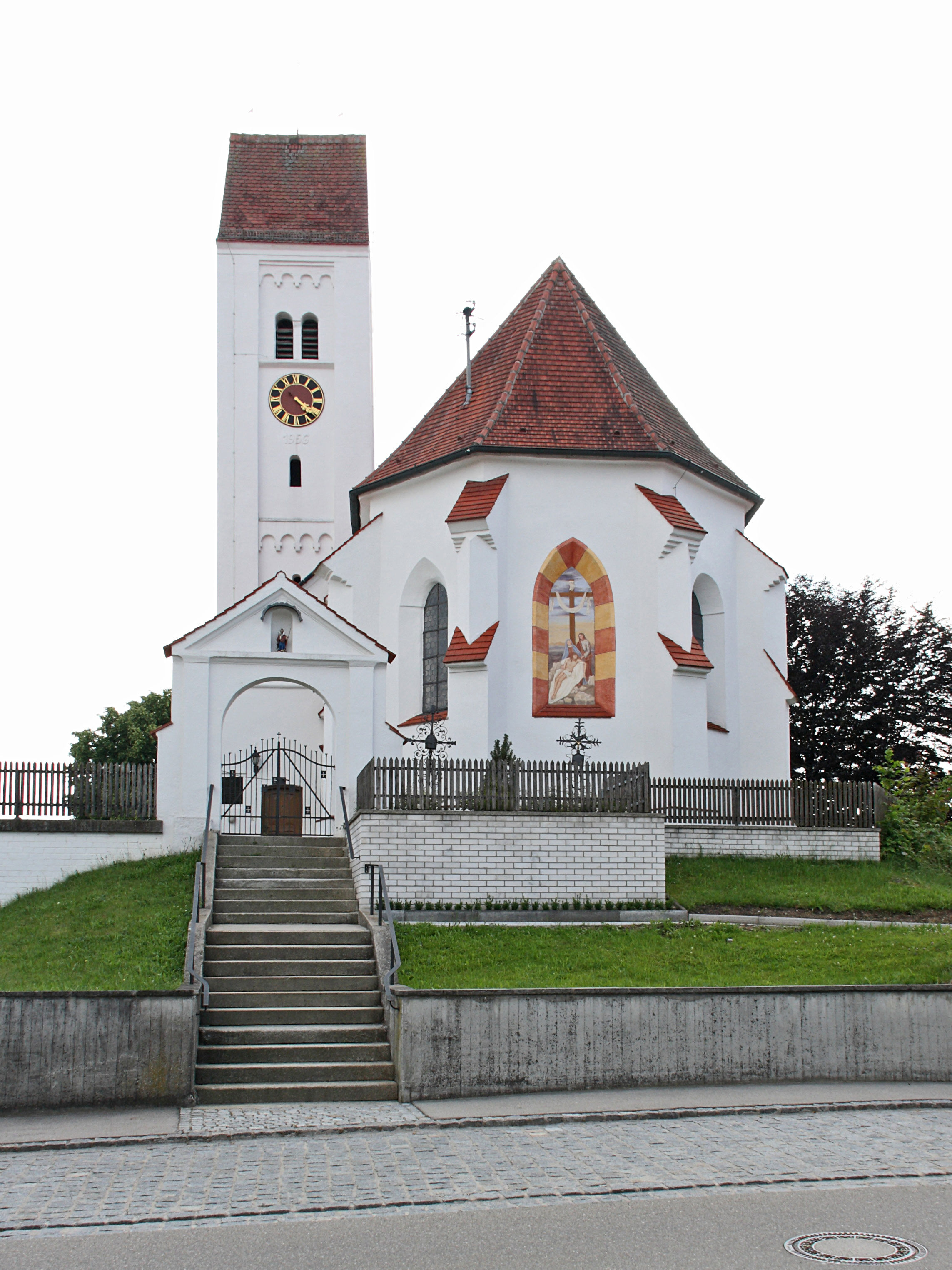
Kirche St. Georg in Mörgen

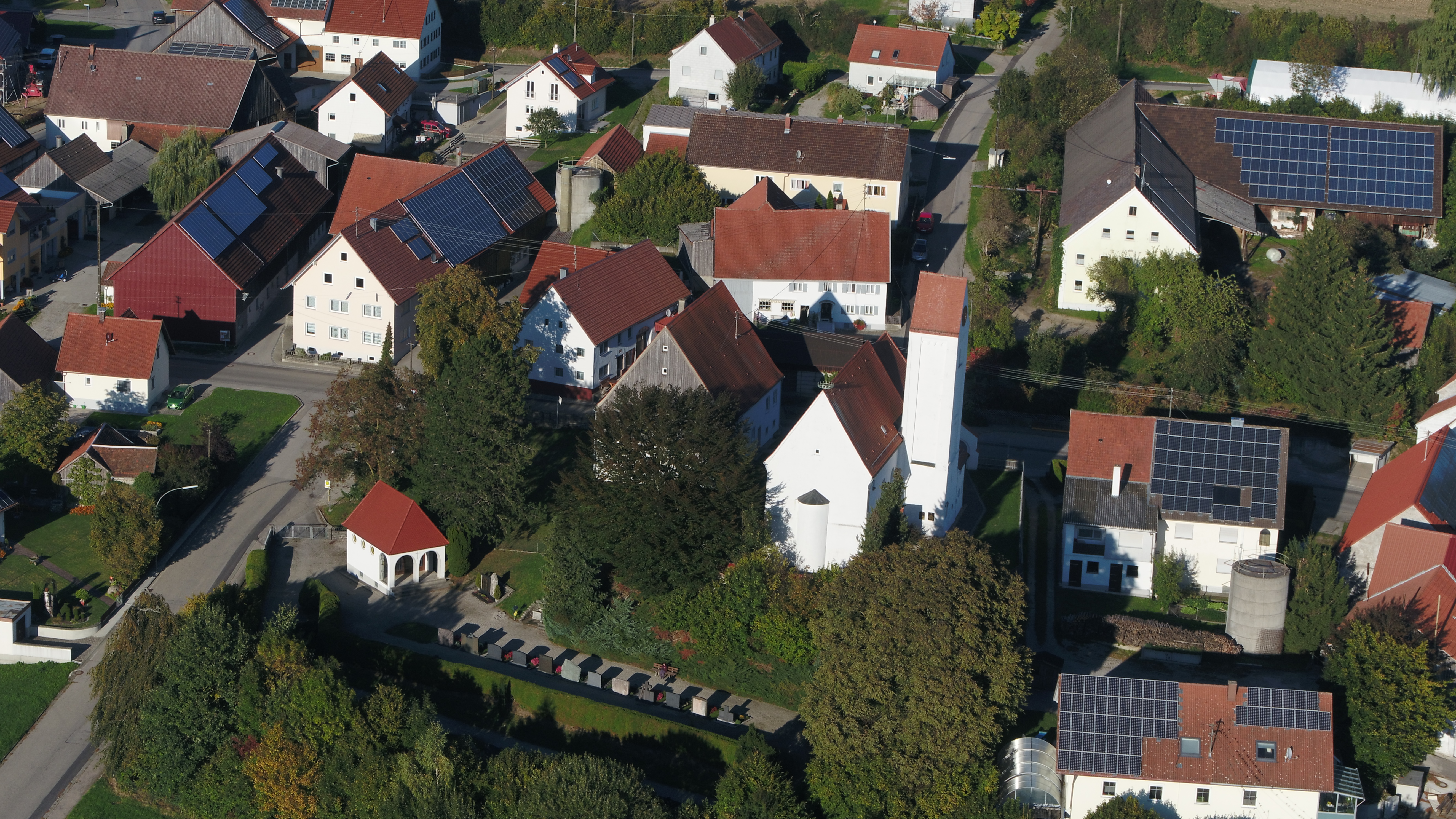
St. Georg mit Friedhof, Luftaufnahme

Die katholische Pfarrkirche St. Georg befindet sich in Mörgen, einem Ortsteil von Eppishausen im Landkreis Unterallgäu in Bayern. Die Kirche steht unter Denkmalschutz.

## Geschichte
Aus der Zeit um 1500 stammen der Kirchturm, Chor und vermutlich die Seitenwände des Langhauses. Martin Alberthal baute die Kirche 1627 um. Während der nächsten Umgestaltung um 1690/1700 wurde die Kirche nach Westen verlängert.

## Baubeschreibung
Das Langhaus der Kirche besteht aus einem Kirchenschiff und enthält eine Spiegeldecke aus dem Jahr 1695. An das Langhaus schließt sich der leicht eingezogene dreiseitig geschlossene Chor an. Im Chor befindet sich eine Stichkappentonne. Reste gotischer Runddienste sind im Chor noch rechts der Scheitelachse erhalten. An der Südseite der Kirche befindet sich der Kirchturm. Dieser ist mit einem Satteldach gedeckt und besitzt Blendbogenfriese auf lilienartigen Konsolen.

## Ausstattung
Der Hochaltar wurde 1737/38 von Abraham Bader geschaffen und besteht aus Stuckmarmor. Auf dem Altar befindet sich eine Figurengruppe der Hl. Dreifaltigkeit im Strahlenkranz. Die seitlichen Durchgänge sind mit Figuren des heiligen Blasius und des heiligen Leonhard bekrönt. Flankiert werden die Figuren von Putten. Die Kanzel stammt aus dem Jahr 1730. Am Chorbogen sind Kartuschen mit den Wappen der Fugger und Oettinger angebracht.
Der Stuck im Langhaus wurde 1695 von Johann Merck angebracht. Der Stuck stellt Akanthusranken, Engelsköpfe und Früchte dar. Die anderen Stuckaturen stammen aus den Jahren 1725/1730 und wurden, wie der Hochaltar, von Abraham Bader gefertigt. Die Brüstung der Empore zieren Tafelbilder mit Dekorationsmalerei. Die Bilder sind mit 1704 bezeichnet. Im unteren Bereich sind Szenen des Martyriums des hl. Georg, im oberen Bereich musizierende Engel abgebildet.